# 山本作兵衛
山本 作兵衛（やまもと さくべい、さくべえ、1892年（明治25年）5月17日 - 1984年（昭和59年）12月19日）は、福岡県出身の炭鉱労働者、炭鉱記録画家。
日本で初めてユネスコ記憶遺産（世界の記憶）の登録を受けた炭鉱画で知られる。

## 人物

### 出生
1892年（明治25年）、福岡県嘉麻郡笠松村鶴三緒（現・飯塚市）で、石炭を輸送する川舟の船頭をしていた山本福太郎の次男として産まれる。1899年（明治32年）、1893年（明治26年）に開通した筑豊本線によって石炭輸送の代替が進んだため、福太郎は川舟を廃業して一家で上三緒炭坑（現・飯塚市）に移住し、炭鉱夫に転職した。作兵衛も7歳で兄とともに炭鉱に入り、父の仕事を手伝うようになる。

### 絵の始まり、炭鉱へ
1900年（明治33年）5月5日、弟の初節句祝で贈られた加藤清正の土人形を気に入り、何度も写生したことを自ら描いている。入学した立岩尋常小学校（現・飯塚市立立岩小学校）では、先生の目を盗んで絵を描いた。12歳の時には、西洋紙に描いた源平合戦などの絵本を作り、近所の子どもに売って画材や食べ物を買っていた。しかし家は貧しく、子守や父の手伝いで満足に通えないまま、小学校を卒業した。
小学校卒業後、1904年（明治37年）に山内炭坑（現・飯塚市）の鶴嘴鍛冶に弟子入りし、1906年（明治39年）に15歳で山内炭坑の炭鉱員となった。1912年（明治45年）1月4日には結婚したが、同年の徴兵検査は難聴で乙種免除となった。その後、1955年（昭和30年）に長尾位登炭鉱（田川市）の閉山で63歳で退職するまで、採炭員や鍛冶工員として筑豊地方各地の炭鉱18ヶ所を転々としながら、日記や手帳にその記録を残した。この間も、一時期福岡市内のペンキ屋に弟子入りしたほか、第二次世界大戦（太平洋戦争・大東亜戦争）に描いた安全週間のポスターが残っている。

### 記録画を描き始める
1957年（昭和32年）、福岡県田川市弓削田にあった長尾本炭鉱の宿直警備員として働き始めた。1945年（昭和20年）5月に戦死した長男のことを思い出さないようにと、気を紛らわせるために日記の余白やチラシの裏に再び絵を描き始めた。1958年（昭和33年）5月頃から、「子や孫にヤマ（炭鉱）の生活や人情を残したい」と、日記や手帳の記録、自らの経験や伝聞を基に、明治末期から戦後にいたる炭鉱やその生活の様子を画用紙に墨で描き始めた。
1961年（昭和36年）冬の時点で、描いた絵はスケッチブック15冊分、延べ220枚に達していた。これらの絵の余白に説明を書き加える手法で描かれた記録画が、長尾鉱業所会長の長尾達生の目に留まり、1962年（昭和37年）5月に閉山ラッシュが続いていた筑豊炭田の中小炭鉱の手で出版の計画が立てられた。約300枚の記録画から140枚を収録した『明治・大正炭坑絵巻』は、1963年（昭和38年）9月に明治大正炭坑絵巻刊行会の自費出版として刊行された。

### ヤマの絵師に
『明治・大正炭坑絵巻』は市販されず一部の関係者に配布されただけだったが、1962年に田川市立図書館館長の永末十四雄が山本作兵衛と記録画のことを知り、資料の筆写を始めた。永末は山本に1964年（昭和39年）6月から田川郷土研究会が行っていた「炭坑資料を集める運動」を紹介し、山本は11月に炭鉱の子どもを描いた水彩画を収めたスケッチブックを田川市立図書館に寄贈した。
山本の好意と記録画の重要性を改めて知った永末は、約300枚の墨絵の資料性を高めるために、大型ケント紙と岩絵具による水彩画の作成を山本に依頼する。永末の熱意に押された山本は、2日に1枚のペースで水彩画を描き、74歳になる1966年（昭和41年）末までに描いた約260枚を田川市立図書館に寄贈した。これらの活動を筑豊地方の鞍手町で炭鉱夫の取材をしていた上野英信が取材し、1967年（昭和42年）2月にNHK教育で特別番組「ある人生 - ボタ山よ」が放送されたほか、5月に刊行された上野の著書の挿絵に水彩画が採用された。さらに、「ある人生」を見ていた講談社の編集者の手で、『炭鉱（ヤマ）に生きる 地の底の人生記録 画文集』が刊行された。永末と上野、木村栄文が墨絵を含めた本格的な画集の刊行を企図し、1973年（昭和48年）に墨絵や水彩画を収録した『筑豊炭鉱絵巻』が刊行された。
「ヤマの絵師」として知られた山本は、1984年（昭和59年）12月19日、老衰のため死去した。92歳没。死後、1985年（昭和60年）11月24日に山本作兵衛翁記念祭が嘉穂劇場で開催された。

## 作品
山本作兵衛の記録画は、墨や水彩で描いた絵の余白に説明を書き加える手法で、専門的な美術教育を受けた経験は無く、水彩やデッサンの技術も稚拙であることから、アウトサイダー・アートの画家として捉えられることが多い。しかしアウトサイダー・アートの特徴である他者を顧みない独善性がみられず、炭鉱産業に支えられた日本の近代文化への批評的な視座を持っていたと評される。
田川市立図書館に寄贈された584点（墨絵原画306点、水彩画278点）は、1996年（平成8年）7月3日付で福岡県の有形民俗文化財に指定された。
一方で、記録画のことが知られるにつれて個人的な制作依頼が増え、山本もそれに応じて作品を製作した。これらの作品の多くは一部を除いて散逸しており、これらを含めた山本の作品は1,000点以上とされている。

### 世界の記憶
田川市は当初、市内に残る旧三井田川鉱業所伊田竪坑櫓など炭鉱遺産について「九州・山口の近代化産業遺産群」の一環として世界遺産登録を目指していた。2009年（平成21年）10月に選考から漏れたが（その後、構成遺産をさらに絞って「明治日本の産業革命遺産 製鉄・製鋼、造船、石炭産業」として登録）、関連資料として紹介した山本作兵衛の記録画は、現地調査した海外の専門家らから高く評価された。このため、作品を保管する田川市と福岡県立大学は、ユネスコ記憶遺産登録を目指すこととし、田川市が所蔵する福岡県指定有形民俗文化財584点を含む絵画585点と関連資料（日記6点、雑記帳や原稿など36点）と、山本家が所有し同大学が保管する絵画4点と関連資料（日記59点、原稿など7点）を合わせた計697点について、市と大学共同で2010年（平成22年）3月、ユネスコ本部（パリ）に推薦書を送付した。2011年（平成23年）5月25日に国内初の登録を受けることが決まった。

## 著作
- 『明治・大正炭坑絵巻』明治大正炭坑絵巻刊行会、1963年。
- 『炭鉱（ヤマ）に生きる 地の底の人生記録 画文集』講談社、1967年。
  - 『炭鉱（ヤマ）に生きる 地の底の人生記録 画文集 新装版』講談社、2011年7月。ISBN 978-4-06-217171-7
  - 『炭鉱（ヤマ）に生きる 地の底の人生記録 画文集』講談社〈講談社+α文庫〉、2015年9月。ISBN 978-4-06-281611-3
- 『筑豊炭坑絵巻 山本作兵衛画文』葦書房、1973年。
  - 『筑豊炭坑絵巻』葦書房〈ぱぴるす文庫〉、1977年。
  - 『筑豊炭坑絵巻 新装改訂版』海鳥社、2011年10月。ISBN 978-4-87415-827-2
- 『王国と闇 山本作兵衛炭坑画集』菊畑茂久馬解説、葦書房、1981年2月。
- 『筑豊炭坑絵物語』田川市石炭資料館監修、森本弘行編、葦書房、1998年7月。ISBN 4-7512-0717-2
  - 『筑豊炭坑絵物語』田川市石炭資料館監修、森本弘行編、岩波書店〈岩波現代文庫〉、2013年1月。ISBN 978-4-00-602213-6
- 『『山本作兵衛-日記・手帳-』解読資料集 筑豊地域に関する歴史総合学習教材の開発調査 第一年度研究成果報告 第5巻』山本作兵衛さんを〈読む〉会; 藤澤健一; 高仁淑編、福岡県立大学生涯福祉研究センター、2006年3月。
- 『ヤマの記憶 山本作兵衛聞き書き』西日本新聞社、2011年10月。ISBN 978-4-8167-0839-8